# Baron Prášil (film, 1940)
Když Burian prášil / Baron Prášil je český film z roku 1940 v režii Martina Friče s Vlastou Burianem v hlavní roli.

## Děj
Na zámek barona Archibalda Prášila přijel nový tajemník Benda. Benda je už několik týdnů tajně oddán s baronovou dcerou Karlou. Neví o tom ale ani baron, ani jeho žena Olga. Baron večer jde „Na zámeckou“ – do hospody, kde tam mají myslivci sezení. Baron tam dostal cenu za ranní střílení umělých holubů. Při slavnosti řekne myslivcům jednu vymyšlenou historku o svém pradědovi a předvede hraní na imaginární hudební nástroje. Na zámku se mezitím snaží Arnošt Benda vysvětlit baronce, že je ženatý s její dcerou. Baronka si ale myslí, že ji chce Benda svést. V noci se vrací mírně opilý baron zpátky a svému věrnému sluhovi Ronaldovi vypráví další vymyšlenou historku. Ronald se stará také o evidenci baronových levobočků, o kterých baronka neví. Baron každý měsíc posílá levobočkům alimenty, a má je zapsané v notesu. Druhý den se celá situace ještě víc zamotá: poté, co Benda řekne baronce večerní baronovu historku, usoudí baronka, že je Benda její syn, o kterého přišla v mládí a kterého měla s hrabětem Kocharowskim (Čeněk Šlégl). I baron pak usoudí, že je Benda jeden z jeho levobočků. Poté se oba rodičové dovědí, že je Benda s Karlou ženatý, a to se jim nelíbí. Myslí si totiž, že jsou sourozenci. Situaci ještě zkomplikuje hrabě Kocharowski, který chce Bendu adoptovat, protože si myslí s baronkou, že to je jejich syn. Ke všemu přijde ještě pravý otec Bendy Bedřich s manželkou. Nikdo mu ale nevěří, že je otcem a následkem toho se popere s hrabětem Kocharowskim. Nakonec se celá situace vyřeší. Baron Prášil se smířil se svatbou, dal svému zeťovi notes a ještě vyřešil „dědečkovskou“ záhadu.

## Obsazení
| Vlasta Burian        | baron Jan Maria Archibald Prášil                     |
| Meda Valentová       | baronka Olga Prášilová, Archibaldova choť            |
| Zorka Janů           | komtesa Karla, dcera Prášilových                     |
| Anna Steimarová      | Ema Lindová, přítelkyně Olgy                         |
| Oldřich Nový         | tajemník Arnošt Benda, manžel Karly                  |
| Jaroslav Marvan      | Bedřich Emanuel Benda, Arnoštův otec                 |
| Ella Nollová         | Marie, Bendova žena, rozená Šulcová, Arnoštova matka |
| Čeněk Šlégl          | hrabě Bohdan Kocharowski                             |
| František Roland     | komorník Ronald                                      |
| Václav Trégl         | lesník Patočka                                       |
| Theodor Pištěk       | hostinský Na zámecké                                 |
| Karel Černý          | lékař                                                |
| Karel Postranecký    | lovčí                                                |
| František Filipovský | číšník Na zámecké                                    |
| Jan W. Speerger      | podkoní                                              |
| Dalibor Pták         | lesník a klavírista                                  |
| Vladimír Smíchovský  | starý lesník                                         |

## Tvůrci a štáb
- Režie: Martin Frič
- Předloha: Rudolf Kautský (divadelní hra Děti v notesu)
- Scénář: Václav Wasserman
- Kamera: Václav Hanuš
- Vedoucí výroby: Jan Sinnreich
- Hudba: Julius Kalaš
- Nahrál: Orchestr F.O.K. (řídil Julius Kalaš)
- Architekt: Jan Zázvorka
- Zvuk: František Šindelář
- Střih: Jan Kohout
- Výprava: Prokop Pěkný
- Masky: Josef Kobík, František Rous
- Asistent režie: Eduard Šimáček
- Fotograf: Jaroslav Balzar

## Produkční a technické údaje
- Souběžný protektorátní název: Baron Praschil
- Název pro obnovené uvedení: Když Burian prášil (od 1964)
- Začátek natáčení: 25. června 1940
- Konec natáčení: červenec 1940
- Copyright: 1940
- Premiéra: 13. září 1940 (kina Na Příkopě a Světozor)
- Výroba: Slavia-film, Ufa
- Distribuce: Ufa
- Barva: černobílý
- Jazyk: čeština
- Zvukový systém: Tobis-Klang
- Délka: cca 96 minut
- Ateliéry: AB Barrandov
- Exteriéry: zámek Průhonice; Zbraslav

## Zajímavosti
- V listopadu 1964 byl film v obnovené premiéře znovu uveden do kinodistribuce. Od tohoto data až do 31.12.1987 vidělo film v českých kinech v rámci 8 651 představení celkem 943 693 diváků.[1]
- Aby nedocházelo k záměně s filmem Baron Prášil režiséra Karla Zemana z roku 1961, je film od obnovené premiéry v roce 1964 uváděn pod názvem Když Burian prášil.
- Jedná se o jediné společné vystoupení Vlasty Buriana a Oldřicha Nového ve filmu.